# Neusticomys oyapocki
Neusticomys oyapocki es una especie de roedor de la familia Cricetidae.

## Distribución geográfica
Se encuentra en la  Guayana Francesa y Brasil.